# Elsa Triolet
Elsa Triolet, ursprungligen Ella Jurjevna Kagan (Элла Юрьевна Каган), född 12 september (24 september enligt den julianska kalendern) 1896 i Moskva, död 16 juni 1970, var en fransk författare. Hon var gift med Louis Aragon och syster till Lili Brik.

## Liv och verk
Elsa Triolet föddes i Ryssland som yngsta dottern i den judiska familjen Kagan. Föräldrarna var båda akademiker och såg till att båda döttrarna fick en mycket god utbildning. Hon studerade bland annat arkitektur i Moskva.
1914 lärde den konst- och litteraturintresserade Elsa Triolet känna den unge futuristpoeten Vladimir Majakovskij. En tid senare presenterade hon honom för sin syster Lili och hennes man Osip Brik. Majakovskij och Lilja förälskade sig i varandra och kom, tillsammans med Brik, att leva i ett mycket okonventionellt förhållande under 15 år.
Elsa Triolet och hennes mor flydde det bolsjevikiska Ryssland 1918 och bosatte sig så småningom i London, där hennes morbror bodde. 1919 gifte hon sig i Paris med André Triolet, en fransk kavalleriofficer som hon lärt känna i Petrograd och flyttade med honom till Tahiti. Ett år senare återvände de till Paris och separerade efter en tid.
1915 publicerades hennes första bok, baserad på brevväxlingen mellan henne och Viktor Sjklovskij under vistelsen på Tahiti. Hon kom senare att publicera ett tjugotal romaner och tilldelades som första kvinna Goncourtpriset för romanen Le premier accroc coûte 200 Francs. Hon var också den första som översatte Majakovskijs dikter till franska.
1928 mötte Triolet surrealisten Louis Aragon som hon senare gifte om sig med och levde med till sin död 1970.

## Verk på svenska
- Triolet, Elsa Första revan kostar 200 francs [översatt av Eva Alexandersson] (Bonnier, 1946).
- Triolet, Elsa – Majakovskij, Vladimir Kära farbror Volodja: brev 1915–1917 [utgivna, redigerade och översatta av Bengt Jangfeldt] (AWE/Geber, 1988).

## Priser och utmärkelser
- Goncourtpriset 1944 för Le premier accroc coûte 200 Francs